# Латерца
Латерца (итал. Laterza) — коммуна в Италии, располагается в регионе Апулия, в провинции Таранто.
Население составляет 15 140 человек (2008 г.), плотность населения составляет 95 чел./км². Занимает площадь 159 км². Почтовый индекс — 74014. Телефонный код — 099.
Покровительницей коммуны почитается Пресвятая Богородица (Maria SS. Mater Domini), празднование 20 мая.

## Демография
Динамика населения:

## Администрация коммуны
- Официальный сайт: http://www.comune.laterza.ta.it/